# Ночера-Умбра
Ноче́ра-У́мбра (итал. Nocera Umbra) — коммуна в Италии, расположена в области Умбрия, подчиняется административному центру Перуджа.
Население составляет 5816 человек, плотность населения составляет 37 чел./км². Коммуна занимает площадь 157 км². Почтовый индекс — 6025. Телефонный код — 0742.
Святым покровителем населённого пункта почитается San Rinaldo.
На территории коммуны расположена гора Пеннино.